# Tom Schilling

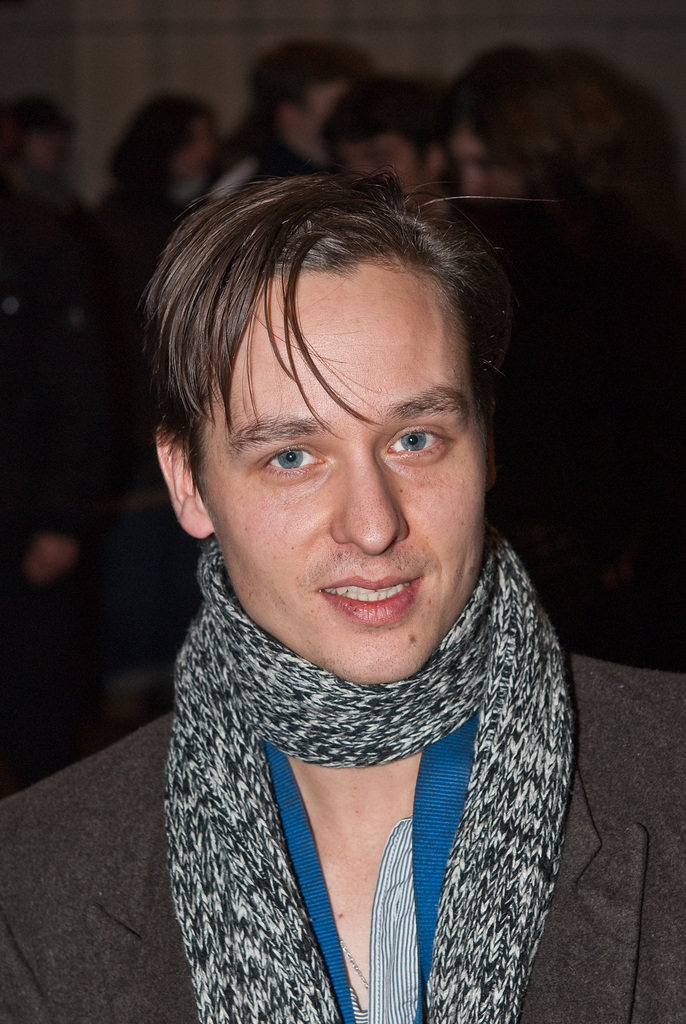
Tom Schilling a 2010-es Berlinalén

Tom Schilling (Kelet-Berlin, 1982. február 10. –) német színész. Fiatal kora ellenére már számos mozifilmben és tévéműsorban szerepelt és közreműködött.

## Ifjúsága
Schilling Kelet-Berlinben, a NDK fővárosában született, két térképész fiaként. Első meghallgatására hatévesen küldte el az anyja, ennek eredményeképpen szerepelt egy NDK-filmben. Később, már a német újraegyesítés után  a John Lennon Gimnázium diákja lett. Thomas Heise rendező az ő iskolájában keresett tanulókat, Im Schlagschatten des Mondes című színházi darab szereplőihez. Az akkor tizenkét éves Schilling részt vett egy casting-on, ami után leszerződtették a darabhoz. A következő négy évben más darabokban is szerepelt a híres berlini színházban, a Berliner Ensemble-ben. Több színházi szerződés után 1999-ben debütált a kamera előtt, a Tetthely krimisorozat Kinder der Gewalt című epizódjában.

## Pályafutása
2001-ben leérettségizett a John Lennon Gimnáziumban, ami után festészetet akart tanulni, végül mégis a színészetnél maradt. Az áttörést 2000-ben, a Benjamin Lebert regénye alapján készült Crazy című film hozta meg számára, Benjamin Stadlober oldalán. Közösen forgatta ezenkívül Stadloberrel a Verschwende deine Jugend (2003) és a Schwarze Schafe (2006) című filmeket is. (Tom Schilling és Robert Stadlober itt két berlini diákot alakít.) A Napola – A Führer elit csapatában (Napola-Elite für den Führer) Max Riemelt mellett a második főszerepet játszotta. 2006-ban ösztöndíjat kapott a New York-i Lee Strasberg Schínésziskolába. Fél évet töltött New Yorkban, hogy a neves intézménynél tovább fejlessze képességeit. Ebben az évben született fia, Oskar is.
2008-ban Leander Haussmann komédiájában, a Robert Zimmermann és a szerelem-ben főszerepet kapja meg. 2011-ben a George Taboris színdarabja után készült Mein Kampf című filmben a fiatal Adolf Hitlerként láthatjuk. Óriási elismerést szerzett neki a 2012-ben megjelent, Oh boy tragikomédia főszerepe. A tanulmányait megszakító, céltalan, berlini Niko alakításáért megkapta a bajor filmdíjat és a német filmdíjat valamint német filmkritika díjára jelölték. Ugyanezen szerepéért a 2014-es Európai Filmdíj legjobb színész kategóriájára jelölték.
2013. november 14-én egy német filmdíjjal, a Bambival tüntették ki.

## Magánélete
A berlini színész nem szívesen beszél a magánéletéről. Gyermeke, Oskar, Julia Todtmann-nal való kapcsolatából származik, aki szakításuk következtében megosztott felügyelet alatt van. Schilling így nyilatkozott első színészi élményéről egy interjúban: „Nem szívesen csináltam, de aztán valahogy mégis megtetszett. Így van ez máig is, először nagyon félek, hogy nem vagyok rá képes, és amikor érzem, hogy valami mégis sikerül, az egy őrületes érzés.”

## Filmjei
| - 1988: Stunde der Wahrheit - 1996: Hallo, Onkel Doc! – Manege frei - 1998: Der heiße Genuss - 1999: Tatort – Kinder der Gewalt - 1999: Schlaraffenland - 2000: Crazy - 2000: Der Himmel kann warten - 2001: Tatort – Tot bist Du! - 2001: Herz im Kopf - 2002: Fetisch - 2002: Mehmet - 2002: Das Schlitzohr - 2002: Schlüsselkinder - 2002: Weil ich gut bin - 2002: Weichei - 2003: Verschwende deine Jugend - 2004: Agnes und seine Brüder | - 2004: Egoshooter - 2004: Kurz – Der Film - 2004: Napola – Elite für den Führer - 2005: Die letzte Schlacht - 2005: Tatort – Wo ist Max Gravert? - 2006: Elementarteilchen - 2006: Der Feind im Inneren - 2006: Schwarze Schafe - 2006: Wigald - 2007: Pornorama - 2007: KDD – Kriminaldauerdienst - 2007: Neben der Spur - 2007: Einfache Leute - 2007: Warum Männer nicht zuhören und Frauen schlecht einparken - 2008: Robert Zimmermann wundert sich über die Liebe - 2008: Tatort – Der frühe Abschied | - 2008: Mordgeständnis - 2008: Der Baader Meinhof Komplex - 2009: Mein Kampf - 2009: Bloch – Tod eines Freundes - 2010: Ken Folletts Eisfieber - 2010: Tatort – Am Ende des Tages - 2010: Ich, Ringo und das Tor zur Welt - 2011: Polizeiruf 110 – Die verlorene Tochter - 2011: Tatort – Auskreuzung - 2012: Oh Boy - 2012: Ludwig II. - 2012: Das Adlon. Eine Familiensaga - 2013: Hai-Alarm am Müggelsee - 2013: Unsere Mütter, unsere Väter - 2013: Woyzeck - 2014: Who am I - 2018: Werk ohne Autor |

## Díjak és jelölések
- 2000: Bayerischer Filmpreis
- 2005: Undine Award
- 2008: Deutscher Fernsehkrimipreis, Sonderpreis
- 2012: Internationales Filmfest Oldenburg
- 2013: Bayerischer Filmpreis
- 2013: Deutscher Filmpreis
- 2013: Bayerischer Fernsehpreis, Sonderpreis
- 2013: Auszeichnung der Deutschen Akademie
- 2013: Bambi
- 2013: Krawattenmann des Jahres
- 2015: Bambi-díj[9]